# Madaripur Sadar
Pour les articles homonymes, voir Madaripur.
Madaripur Sadar est une upazila du Bangladesh dans le district de Madaripur. En 2011, on y dénombrait 345 764 habitants.